# König der Toreros
König der Toreros (Originaltitel: Blood and Sand) ist ein US-amerikanisches Filmdrama von Rouben Mamoulian aus dem Jahr 1941 mit Tyrone Power, Linda Darnell und Rita Hayworth in den Hauptrollen. Als literarische Vorlage diente der bereits mehrfach verfilmte Roman Blutige Arena (Sangre y arena, 1908) von Vicente Blasco Ibáñez. 

## Handlung
Der junge Juan Gallardo hat den Traum, wie sein bereits verstorbener Vater ein gefeierter Stierkämpfer zu werden. Mit dem Kritiker Natalio Curro unterhält er sich über seinen Vater. Dieses Gespräch bringt ihn dazu, seine Heimatstadt Sevilla zu verlassen und nach Madrid zu reisen, um sich dort zum Torero ausbilden zu lassen. Seiner Jugendfreundin Carmen Espinosa verspricht er, als erfolgreicher Stierkämpfer zurückzukehren und sie zu heiraten.
Nach zehn Jahren kehrt Juan nach Sevilla zurück. Mit seinen Prämien als Torero unterstützt er nun seine verarmte Familie. Seiner Mutter baut er ein prächtiges Haus, seiner Schwester Encarnacion und ihrem Verlobten Antonio schenkt er Geld für die anstehende Hochzeit und den Bettler Garabato, ein ehemaliger Stierkämpfer, stellt er als Diener ein. Nun kann er auch, wie versprochen, Carmen heiraten.
Im Laufe der Zeit entwickelt sich Juan zum angesehensten Stierkämpfer Spaniens. Auch Curro, der ihn zuvor verrissen hat, ist voll des Lobes und bezeichnet sich selbst gar als Entdecker von Juan. Sein Bekanntheitsgrad lässt schließlich auch die Adelige Doña Sol des Muire auf ihn aufmerksam werden. Juans Mutter warnt ihren Sohn, vorsichtig zu sein, damit er nicht wie sein Vater endet, doch Juan glaubt weiterhin an sein Glück. Der immer größer werdende Ruhm blendet ihn und er gerät zunehmend unter den Einfluss der verführerischen Doña Sol. Schon bald vernachlässigt er seine Familie, seine Frau und seinen Beruf, um das aufwändige und dekadente Leben in vollen Zügen zu genießen.
Als Folge seiner Eskapaden leidet seine Kampfkunst zusehends und sein Stern beginnt zu sinken. Mit dem Verblassen des Ruhms zeigen ihm nun seine angeblichen Freunde die kalte Schulter. Seine Frau Carmen verlässt ihn, als sie von seiner Affäre mit Doña Sol erfährt, während diese sich nun dem aufsteigenden Matador Manolo de Palma zuwendet. Als Juan Carmen reumütig um Vergebung bittet, nimmt diese ihn wieder auf. Er ist fest entschlossen, sein Leben zu ändern, aber er braucht einen letzten Stierkampf, um sich erneut beweisen zu können, dass er noch immer der beste Torero Spaniens ist. Doch wie schon sein Vater wird Juan von dem Stier aufgespießt. Er stirbt in Carmens Armen, während die Menge Manolo, den neuen Star der Arena, nach dessen Sieg über den Stier ekstatisch feiert.

## Hintergrund

### Vorgeschichte
König der Toreros ist eine Adaption des Romans Blutige Arena des iberischen Schriftstellers Vicente Blasco Ibáñez, den dieser 1908 veröffentlichte und 1917 in Spanien selbst verfilmte. Eine Stummfilmversion unter dem Titel Blut und Sand bescherte Leinwandheld Rudolph Valentino 1922 eine seiner größten Rollen als Torero Juan Gallardo. 1940 kam dem Studioboss der 20th Century Fox, Darryl F. Zanuck, die Idee, die Rechte an dem Stoff zu kaufen und ein Remake von Blut und Sand zu drehen, nachdem das Publikum begonnen hatte, seinen größten männlichen Star Tyrone Power mit Valentino zu vergleichen. Die strenge Zensur des Hays Codes verwehrte der Produktion allerdings, einige Szenen der älteren Verfilmung erneut aufzunehmen, vor allem jene, die die verführerische Doña Sol zu freizügig zeigten.

### Besetzung der Doña Sol
Die Rolle der Doña Sol war heiß begehrt unter den Schauspielerinnen Hollywoods. Die erste Wahl fiel auf Hedy Lamarr, doch MGM lehnte es ab, sie an 20th Century Fox auszuleihen. Danach wurde eine Reihe anderer Schönheiten getestet, darunter Gene Tierney, Betty Grable, Jane Russell, Dorothy Lamour und María Montez. Dann hieß es, Carole Landis solle den Vamp spielen. Doch Regisseur Rouben Mamoulian entschied sich schließlich für die damals 22-jährige Rita Hayworth, die für die Dreharbeiten von Columbia Pictures ausgeliehen werden musste. Mamoulian schwärmte: „In dem Moment, als ich Rita Hayworth laufen sah, wusste ich, dass ich meine Doña Sol gefunden hatte. Sie war eine Tänzerin, also erwartete ich natürlich, dass sie sich anmutig bewegte, aber es war mehr als das – eine katzenhafte Art zu gehen, die subtil und angedeutet war – genauso wie ich es mir bei Doña Sol vorgestellt hatte. Ich muss zugeben, sie übertraf meine Erwartungen und ich war nicht im Mindesten überrascht, als aus ihr später eine der großen Leinwandgöttinnen werden sollte.“
König der Toreros wurde Hayworths erster Farbfilm und katapultierte sie in die erste Riege der Hollywoodstars der 1940er Jahre. Bei ihrer Gesangseinlage an der Gitarre zum spanischen Lied Verde Luna (dt.: „Grüner Mond“) wurde sie von Gracilla Pirraga synchronisiert. Hayworths tänzerisches Talent kam jedoch bei ihrem Paso Doble mit Anthony Quinn zum Einsatz, bei dem sie in einem pinkfarbenen Kleid wie die Muleta, das rote Tuch eines Toreros, von Quinn geführt wird. Der Choreograph und Hayworths langjähriger Freund Hermes Pan meinte: „Zuerst dachte ich, es wäre Tyrone Powers und Linda Darnells Film, weil er der Star war und Linda bei der Fox unter Vertrag stand, aber als Rita eintraf, war sie wie pures Dynamit. Man kann sich die Begeisterung kaum vorstellen, als wir das Filmmaterial zum ersten Mal zu Gesicht bekamen.“

### Dreharbeiten
Die Außenaufnahmen, wie z. B. die der Stierkampfarena, wurden in Mexiko-Stadt gedreht. Dort engagierte Mamoulian den späteren Western-Regisseur Budd Boetticher als technischen Berater für Tyrone Powers Stierkampfszenen. Boetticher erinnerte sich später: „Ich zeigte Tyrone Power, wie er mit dem roten Tuch umzugehen hatte, aber er kam dem Stier dabei nie wirklich nahe. Er wollte zwar, doch das Studio ließ ihn nicht. Sie meinten, er sei ein zu wichtiger Star.“ Um auch die Kleidung originalgetreu zu gestalten, fertigte der Schneider Jose Dolores Perez für Tyrone Power exakte Kopien von zwei Matador-Anzügen des gefeierten Stierkämpfers Francisco Gómez Delgado an.

### Visueller Stil
Rouben Mamoulian, der Regisseur von Jahrmarkt der Eitelkeiten (1935), dem ersten abendfüllenden Film im revolutionären 3-Farben-Technicolor-Verfahren, hatte seither keinen Farbfilm mehr gedreht. Umso ehrgeiziger wurde er, als ihm die Regie von König der Toreros die Gelegenheit bot, den Technicolor-Film erneut zu revolutionieren. Dazu orientierte er sich bei der Ausstattung und bei den allgemeinen Farbkompositionen des Films an den Gemälden berühmter spanischer Maler. „Anstatt die Geschichte einfach nur zu filmen, versuchte ich sie zu malen“, erzählte er später. So entsprechen die Anfangssequenzen, die die Kindheit Juan Gallardos erzählen, den dunklen, jedoch warmen Brauntönen Murillos. Die Marktszenen sind von Joaquín Sorollas charakteristischem Spiel von Licht und Schatten geprägt. In der Stierkampfarena überwiegen dagegen Goyas prächtiges Rot und Gelb als sinnbildliche Verweise auf „Blut“ und „Sand“. Für die Gestaltung der Kapelle wählte Mamoulian El Grecos typisch düstere Grün- und Blautöne, die den Tod des Helden ankündigen. Das imposante Haus der adligen Doña Sol ist im kühlen Schwarz und Weiß à la Velázquez gehalten, der auch eine Femme fatale seiner Zeit – vom Format einer Doña Sol – mit seinem Gemälde Die Dame mit dem Fächer verewigt hat.
Für den Fall, dass Mamoulian die Farben eines Drehorts nicht gefielen, standen an den jeweiligen Sets mehrere Sprühdosen mit verschiedenen Farben bereit, um Ausbesserungen spontan vornehmen zu können. Sein Bemühen und seine enge Zusammenarbeit mit den beiden Kameramännern Ernest Palmer und Ray Rennahan sollte sich später auszahlen, als der Film den Oscar für die Beste Kamera/Farbe und eine weitere Nominierung in der Kategorie Bestes Szenenbild/Farbe erhielt.

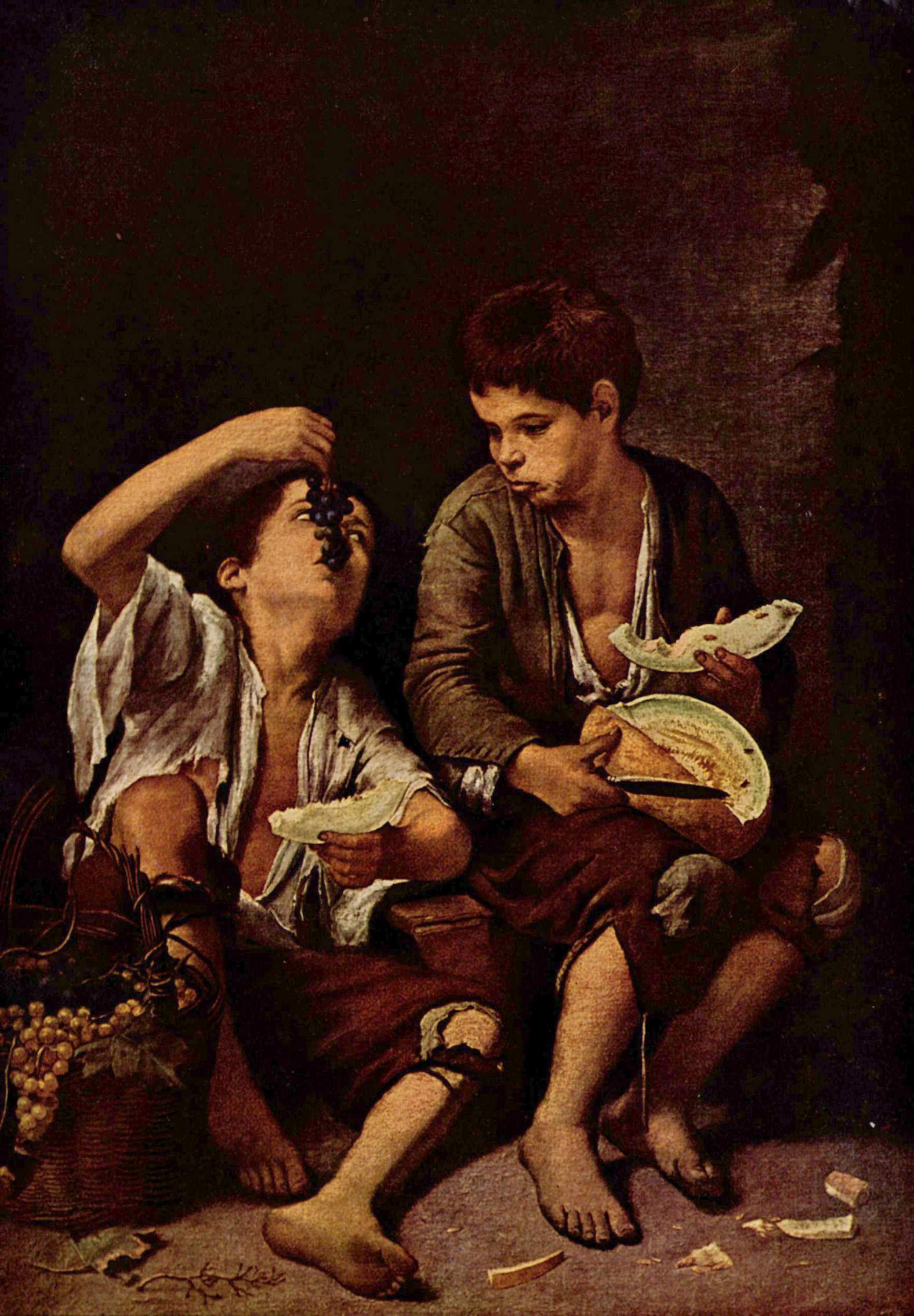
Das warme Braun der Trauben- und Melonenesser von Murillo kennzeichnet die Anfangsszenen.
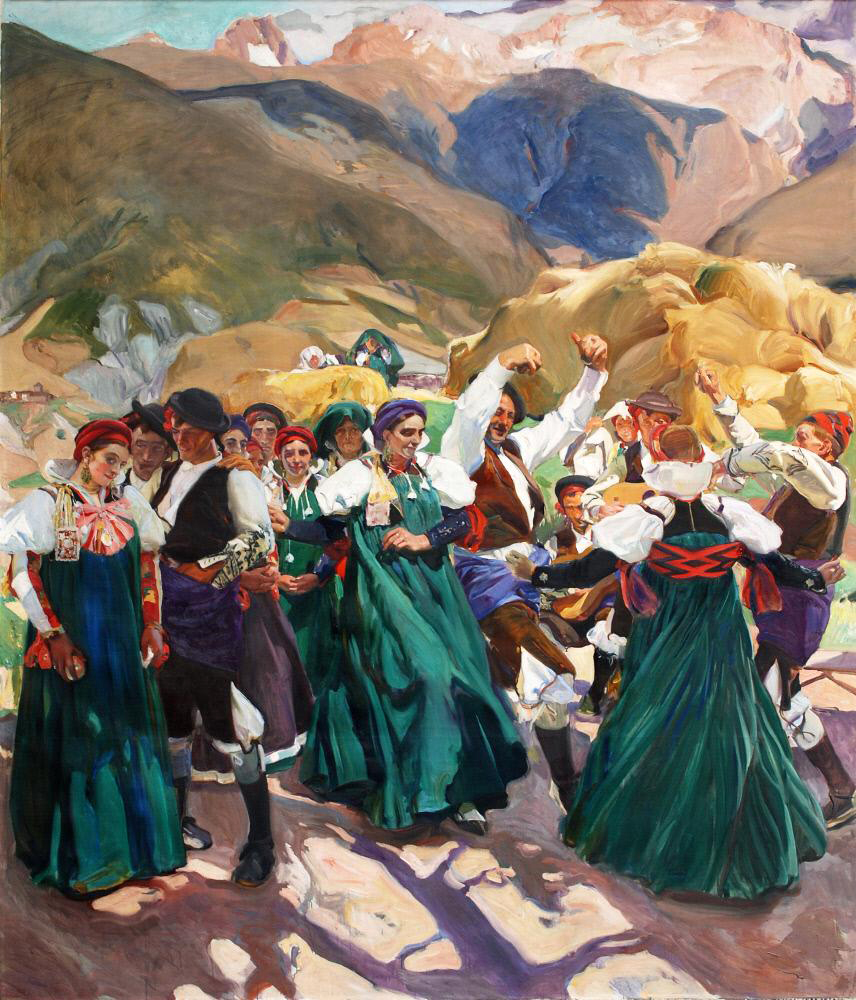
Licht und Schatten wie bei Joaquín Sorolla prägen die Marktszenen des Films.
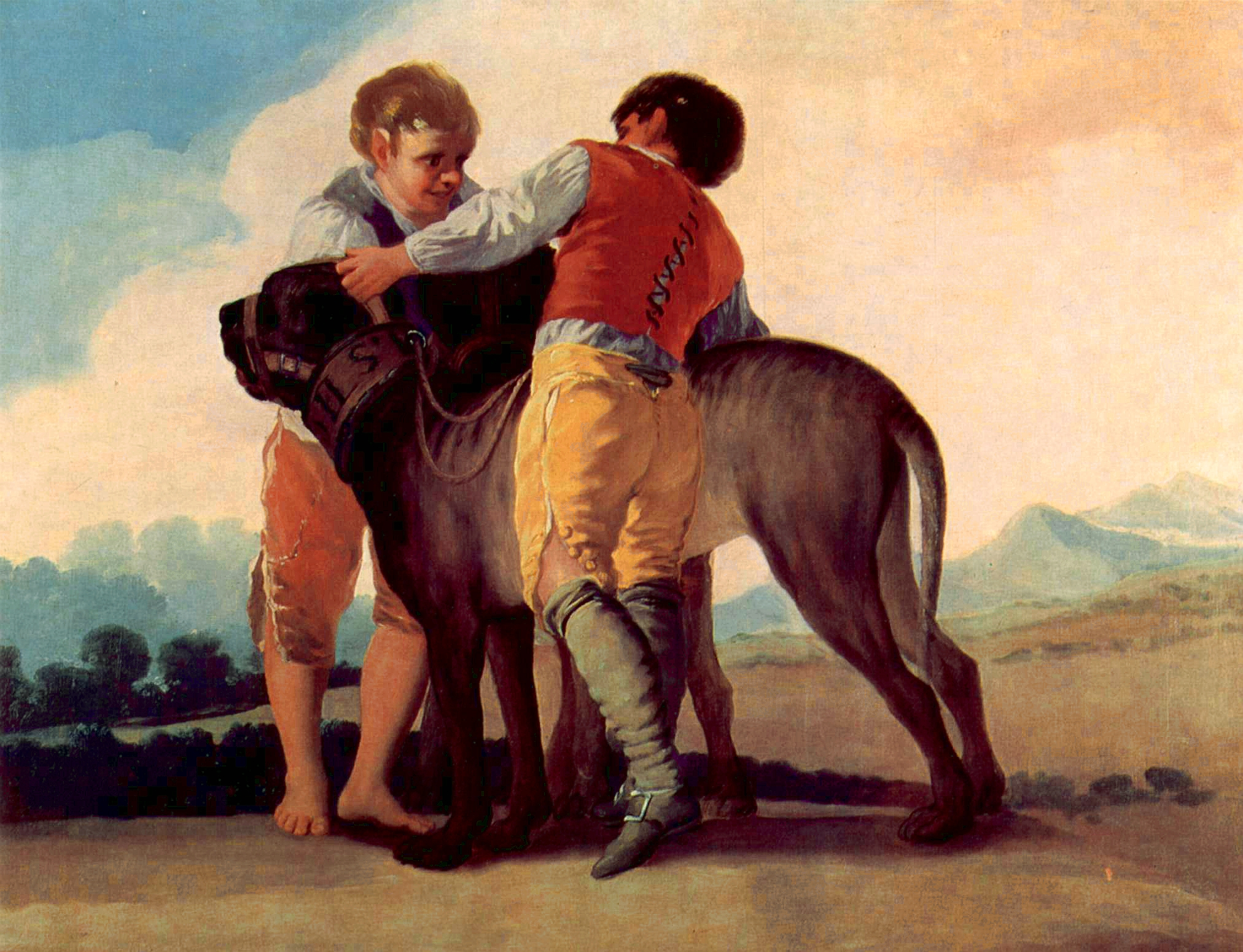
Goyas typisches Rot und Gelb symbolisieren in der Arena „Blut“ und „Sand“.
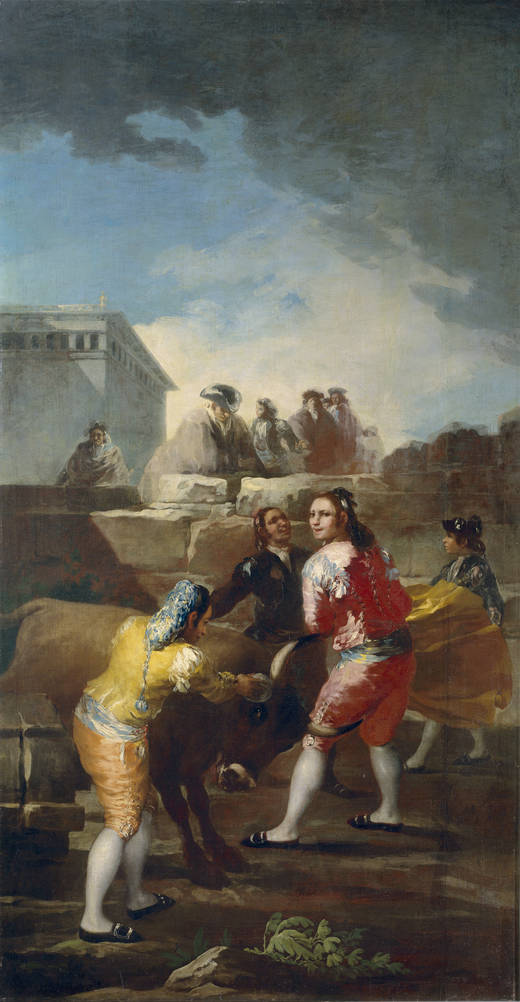
Überwältigung eines Stiers, Gemälde von Goya
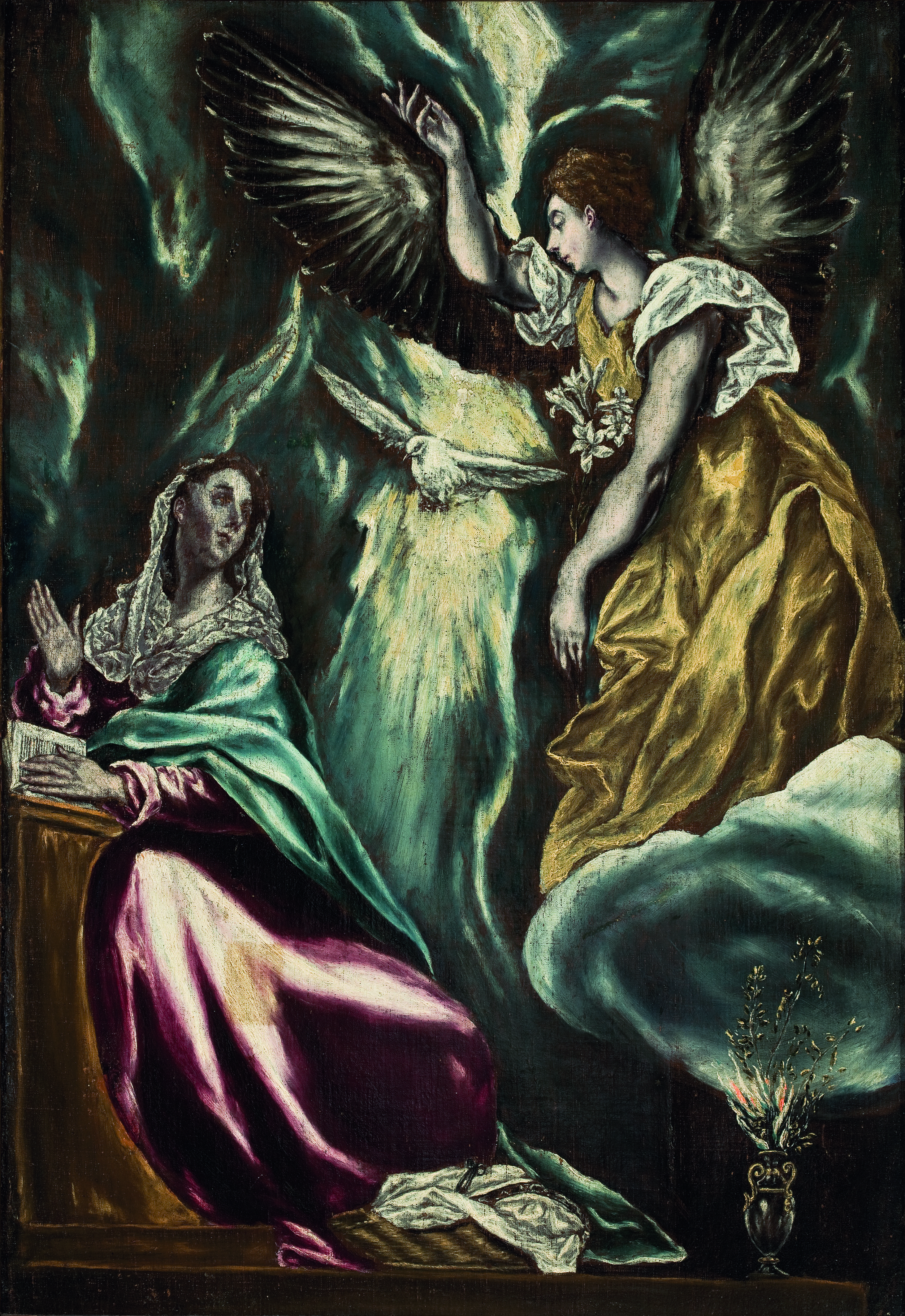
Die Ankündigung von El Greco prophezeit mit seinen düsteren Farben den Tod des Helden.
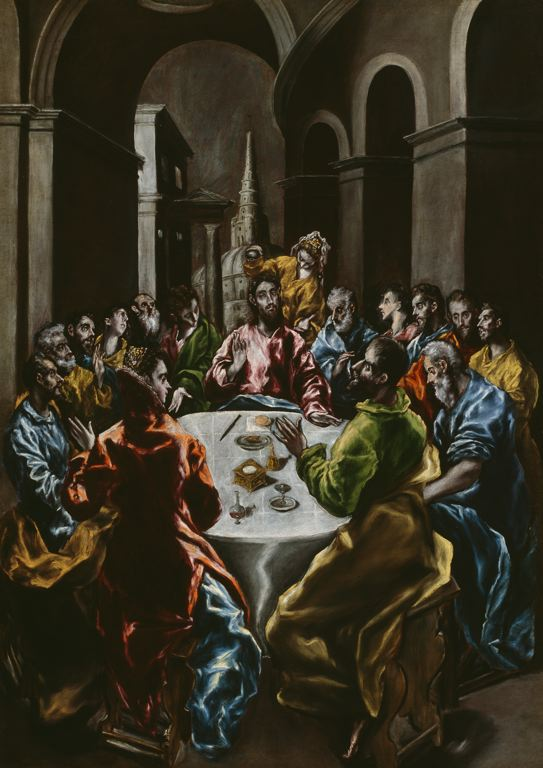
Die Kapelle im Film wird wie auf El Grecos Bild von dunklen Arkaden getragen.
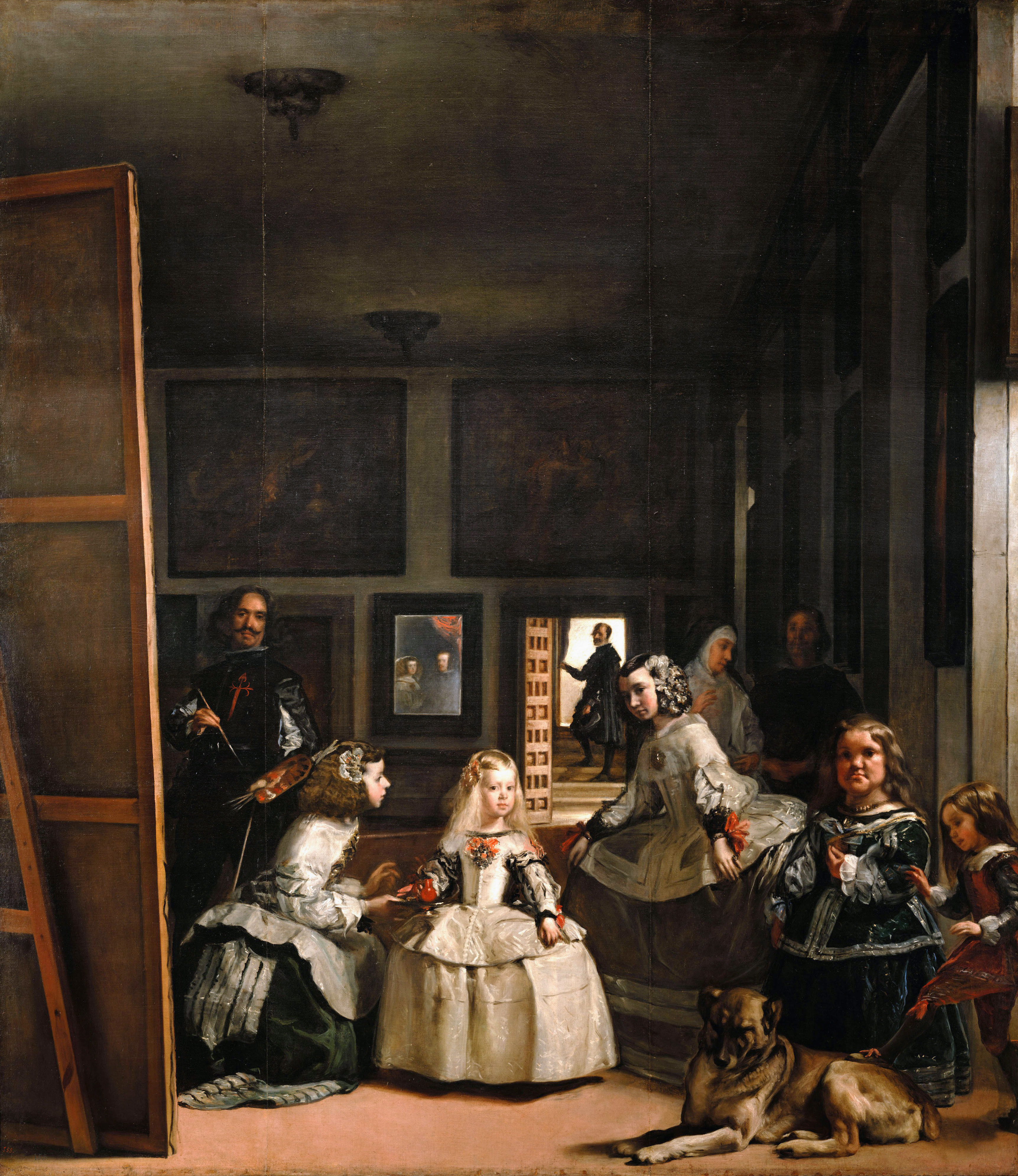
Wie bei Las Meninas dominieren bei Werken von Velázquez oftmals Schwarzweiß-Kontraste.
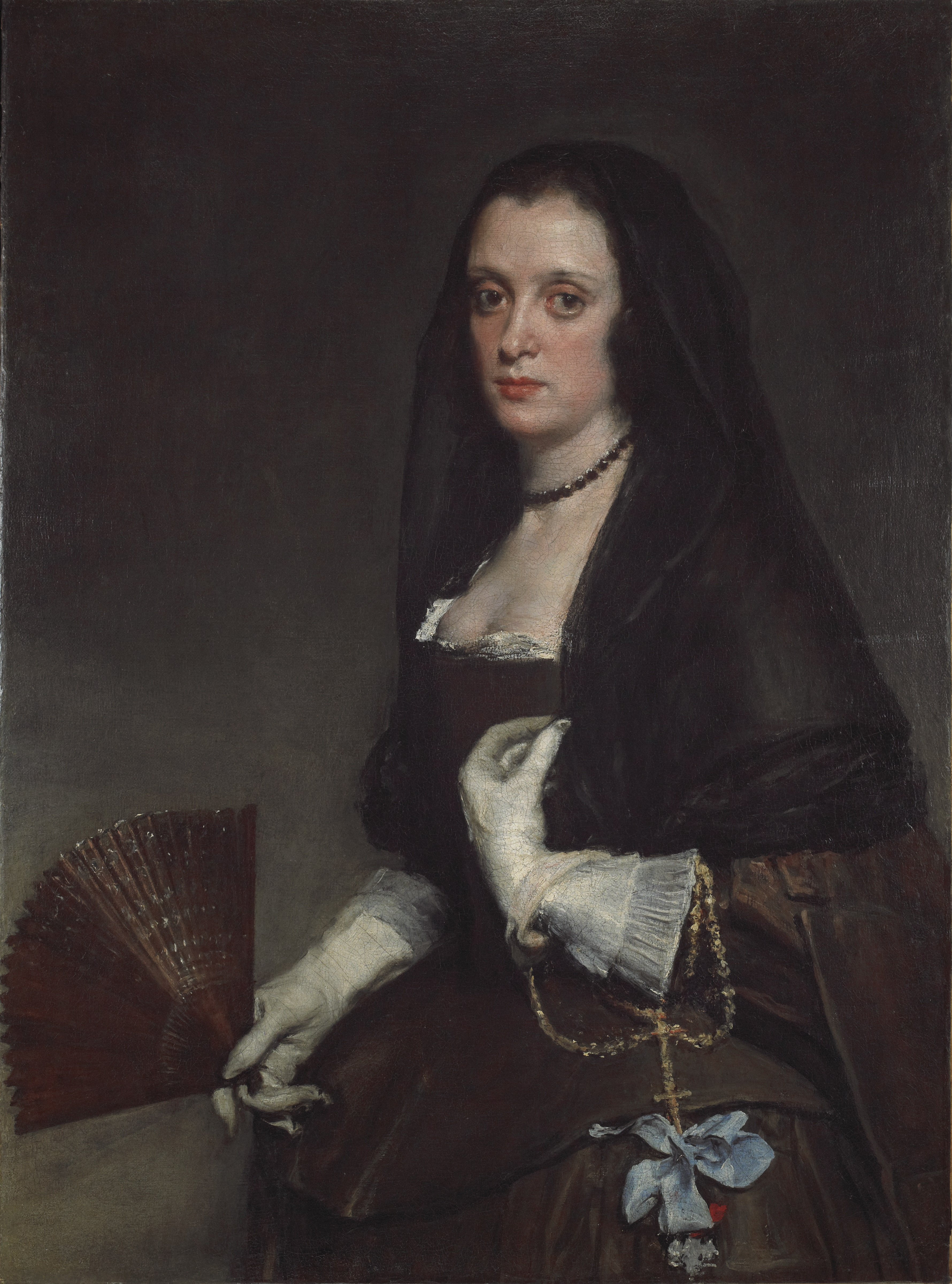
Die Dame mit dem Fächer, eine Femme fatale im Stil von Velázquez

## Rezeption

### Veröffentlichung
Der Film hatte unüblicherweise nie eine Aufführung vor einem Testpublikum, da der Chef der 20th Century Fox, Darryl F. Zanuck, der Meinung war, dass es sich um den großartigsten Film handelte, den er je gesehen habe. Sein Enthusiasmus wurde bestätigt, als sich das Filmdrama nach seiner Uraufführung im Mai 1941 in Grauman’s Chinese Theatre als einer der größten Kassenhits des Jahres für sein Studio erwies. Dennoch war Regisseur Mamoulian eher überrascht über den Erfolg des Films: „Ich war nie zuvor in Spanien und obwohl wir auch Szenen in Mexiko-Stadt drehten, war ich mir nicht sicher, ob ich tatsächlich ein authentisch spanisches Flair eingefangen hatte, bis ich schließlich viele Jahre später nach Spanien reiste. Ich war mehr als erfreut, zu entdecken, dass es genauso aussah, wie es die spanischen Meister gemalt hatten und dass es so war, wie ich es mir vorgestellt hatte. Die Leute in Spanien, die den Film sahen und mochten, konnten nicht glauben, dass ich vor dem Dreh nie dieses Land besucht hatte.“
Noch im Jahr der Erstaufführung erschien eine Filmparodie des mexikanischen Komikers Cantinflas unter dem Titel Ni sangre ni arena (dt.: „Weder Blut noch Sand“), die ebenfalls vom Stierkampf handelte.

### Kritiken
Für das Lexikon des internationalen Films war König der Toreros „[a]nschaulich und dramatisch geschildert, aufwendig in der Ausstattung, ausgezeichnet fotografiert, mit feinfühligem Sinn für Bildkomposition“. The Hollywood Reporter attestierte dem Film seinerzeit „eine Atmosphäre, die jede Art von Publikum in ihren Bann ziehen wird“. Dabei würden zwei Mitwirkende herausstechen – Rita Hayworth und Rouben Mamoulian. So zeige Hayworth, „die für ihre Schönheit bereits enthusiastisch gefeiert wurde“, mit ihrer Darbietung „eine wohldefinierte künstlerische Leistung, die ihr noch einige hochkarätige Schauspielrollen einbringen wird“. Mamoulian wiederum steige mit dem Film „in den Kreis der Regisseure von Spitzenunterhaltung“ auf und bewähre sich „auf eine Art, die ihm diese Position sichern wird“.
Daily Variety nannte Mamoulian einen „Dramatiker und Künstler, was seinen Sinn für Farbgebung betrifft“, der „die großartige Ibáñez-Geschichte für das breite amerikanische Publikum adaptiert und jedes Unterhaltungselement mit brillanter Regie umgesetzt“ habe. Hayworth mache dabei „einen weiteren Schritt vorwärts zu einer gesicherten Position unter den Stars mit hoher Nachfrage“. Variety meinte, dass Tyrone Power „eine überzeugende Darstellung als Ibáñez’ Held“ biete. Darnell sei „hübsch und naiv als seine junge Frau“. Hayworth wiederum sei „ausgezeichnet als Vamp“ und erhasche „die meiste Aufmerksamkeit zusammen mit Nazimova, die eine klasse Vorstellung als Powers Mutter abliefert“.
Dan Friedman vom All Movie Guide bezeichnete den Film rückblickend als „ein sehr gutes Melodram vor dem Hintergrund des spanischen Stierkampfs“. Linda Darnell spiele die Rolle der Carmen „auf eine sehr zurückhaltende Art“. Allerdings werde sie „zu ihrem Unglück von Rita Hayworth als Dona Sol regelrecht von der Leinwand gefegt“. Daher meinte Friedman: „Jeder, der sich fragt, wo der Hayworth-Mythos seinen Ursprung nahm, sollte sich diesen Film anschauen. Obwohl ihre Rolle keine Sympathien weckt, kann man die Augen nicht von ihr lassen.“

### Auszeichnungen
Bei der Oscarverleihung 1942 gewannen die beiden Kameramänner Ernest Palmer und Ray Rennahan den Oscar für die Beste Kamera in einem Farbfilm, womit sich König der Toreros unter anderem gegen Mervyn LeRoys Waisenkinddrama Blüten im Staub und gegen den Western Der letzte Bandit durchsetzen konnte. In der Kategorie Bestes Szenenbild/Farbe, in der König der Toreros ebenfalls nominiert war, musste sich das Stierkampfdrama jedoch Blüten im Staub geschlagen geben.

## Deutsche Fassung
Die deutsche Synchronfassung entstand 1950 bei der Ultra-Film Synchron in Berlin. Das Dialogbuch schrieb Edith Schultze-Westrum. Die Synchronregie hatte Alfred Vohrer inne.
| Rolle               | Darsteller       | Synchronsprecher    |
| ------------------- | ---------------- | ------------------- |
| Juan Gallardo       | Tyrone Power     | Curt Ackermann      |
| Carmen Espinosa     | Linda Darnell    | Elfie Beyer         |
| Doña Sol des Muire  | Rita Hayworth    | Till Klockow        |
| Manolo de Palma     | Anthony Quinn    | Wolfgang Eichberger |
| Garabato            | J. Carrol Naish  | Bum Krüger          |
| Natalio Curro       | Laird Cregar     | Werner Lieven       |
| El Nacional         | John Carradine   | Ernst von Klipstein |
| Antonio             | Monty Banks      | Anton Reimer        |
| Capt. Pierre Lauren | George Reeves    | Harald Wolff        |
| Don Jose Alvarez    | Pedro de Cordoba | Walter Holten       |
| Juan als Kind       | Rex Downing      | Hans Clarin         |